# Messages : Greatest Hits
Albums de Orchestral Manoeuvres in the Dark
OMD Live: Architecture & Morality & More
(2008) History of Modern
(2010)
- Date de parution de l'album : 29 septembre 2008
- Label : Virgin Records
- Genres : Electronic/Dance, New Wave, Electro Rock

Messages: Greatest Hits (parfois répertoriés en tant que messages: OMD Greatest Hits) est une compilation d'Orchestral Manoeuvres in the Dark (OMD), publié en 2008. Avec un CD de 20 titres singles et un DVD de tous les vidéoclips du groupe.
Cette compilation est essentiellement tirée des enregistrements du groupe de 1979 à leur première dissolution en 1996.

## CD
1. "Messages" – 4:44
2. "Electricity" – 3:31
3. "Enola Gay" – 3:32
4. "Souvenir" – 3:37
5. "Joan of Arc (en)" – 3:48
6. "Maid of Orleans (The Waltz Joan of Arc) (en)" – 4:12
7. "Genetic Engineering (en)" – 3:37
8. "Telegraph (en)" – 2:56
9. "Locomotion" – 3:57
10. "Talking Loud and Clear (en)" – 3:56
11. "Tesla Girls (en)" – 3:35
12. "So in Love (en)" – 3:30
13. "Secret (en)" – 3:57
14. "If You Leave (en)" – 4:30
15. "(Forever) Live and Die (en)" – 3:36
16. "Dreaming (en)" – 3:58
17. "Sailing on the Seven Seas (en)" – 3:45
18. "Pandora's Box" – 4:06
19. "Dream of Me (Based on Love's Theme) (en)" – 3:53
20. "Walking on the Milky Way" – 4:02

## DVD
1. "Electricity"
2. "Red Frame/White Light (en)"
3. "Messages"
4. "Enola Gay"
5. "Souvenir"
6. "Joan of Arc (en)" (extrait Top of the Pops)
7. "Maid of Orleans (The Waltz Joan of Arc) (en)"
8. "Genetic Engineering (en)"
9. "Telegraph (en)"
10. "Locomotion"
11. "Talking Loud and Clear (en)"
12. "Tesla Girls (en)"
13. "Never Turn Away (en)"
14. "So in Love (en)"
15. "Secret (en)"
16. "La Femme Accident (en)"
17. "Hold You"
18. "If You Leave (en)"
19. "(Forever) Live and Die (en)"
20. "We Love You (en)"
21. "Shame (en)"
22. "Dreaming (en)""
23. "Sailing on the Seven Seas (en)"
24. "Pandora's Box"
25. "Then You Turn Away (en)"
26. "Call My Name (en)"
27. "Stand Above Me (en)"
28. "Dream of Me (Based on Love's Theme) (en)"
29. "Everyday"
30. "Walking on the Milky Way"
31. "Universal (en)"